# Langwassergraben (Pegnitz)
Der Langwassergraben ist ein etwa 8 km langer rechter Zufluss der Pegnitz, er durchfließt den Behringersdorfer Forst im Sebalder Reichswald und den Distrikt Wasserwerk des Nürnberger Stadtteils Erlenstegen. Der Langwassergraben ist ein Fließgewässer 3. Ordnung.

## Geographie

### Flusslauf
Der Oberlauf des Langwassergrabens entsteht im Behringersdorfer Forst, einem gemeindefreien Gebiet im mittelfränkischen Landkreis Erlangen-Höchstadt, südwestlich von Günthersbühl aus zwei etwa gleich langen Quellbächen. Der Bach verläuft nach der Vereinigung der Quellbäche in südwestlicher Richtung bis von rechts der Wolfsgraben in Höhe der Geländeerhebung Buchenranken zufließt. Am Bierbrücklein fließt von links der Beerengraben zu und ab da verläuft der Langwassergraben in südlicher Richtung, am Zapfweiher vorbei, bis kurz vor die Bahnstrecke Nürnberg–Cheb und die Bundesstraße 14 dahinter, wo der Lauf nach Westen abknickt. Mit Ausnahme einer kurzen Nordschleife zur Unterquerung der A3 zieht er neben den zwei Verkehrswegen, die er schließlich unterquert. Nun verläuft der Bach auf dem Gebiet des Wasserwerks Erlenstegen und mündet gegenüber dem Laufamholzer Ortsteil Oberbürg von rechts in die Pegnitz.

### Zuflüsse
- Wolfsgraben (rechts)
- Beerengraben (links)

### Flusssystem Pegnitz
- Fließgewässer im Flusssystem Pegnitz

## Trockenfall
Der Langwassergraben führt nicht ganzjährig Wasser, im Sommer fällt er regelmäßig trocken, während im Winter durch die Schneeschmelze beachtliche Wassermengen das Bachbett überströmen. Da der Bach durch das Trinkwasser-Gewinnungsgebiet der N-ERGIE und nahe der Autobahn verläuft, wurden künstliche Uferwälle geschaffen, um ein Überlaufen zu verhindern.

## Sandfang
Beim Bierbrücklein bei Behringersdorf gibt es eine Furt, die als Sandfang angelegt wurde. Der Langwassergraben bringt aus dem Reichswald viel Sand mit, der auf dem Weg durchs Trinkwassergebiet bis zur Pegnitz nicht gewünscht ist. Er kann sich hier am Bierbrücklein ablagern und aus dem Bachbett geholt werden.

## Bildergalerie

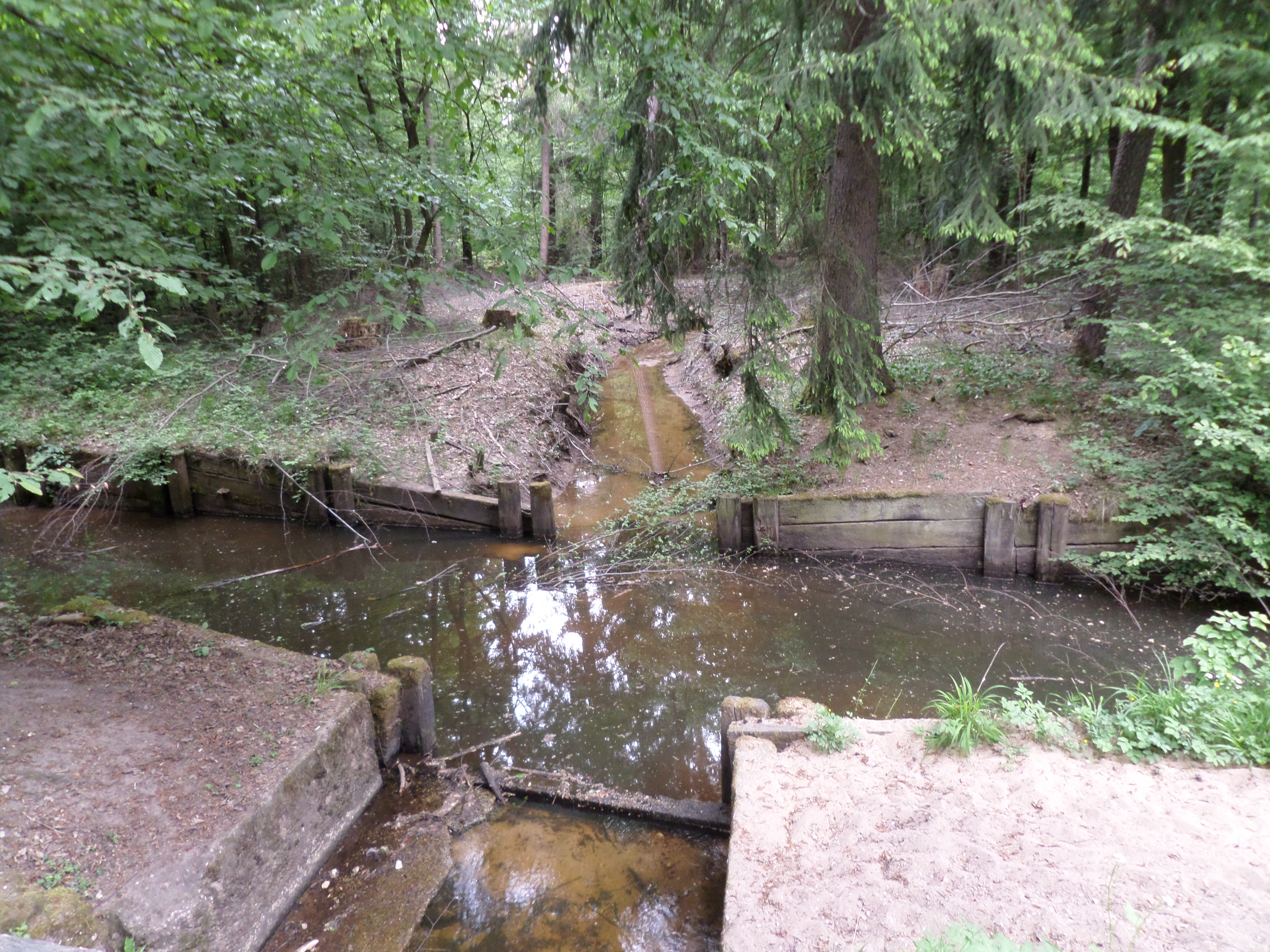
Langwassergraben Höhe Sackpfeife
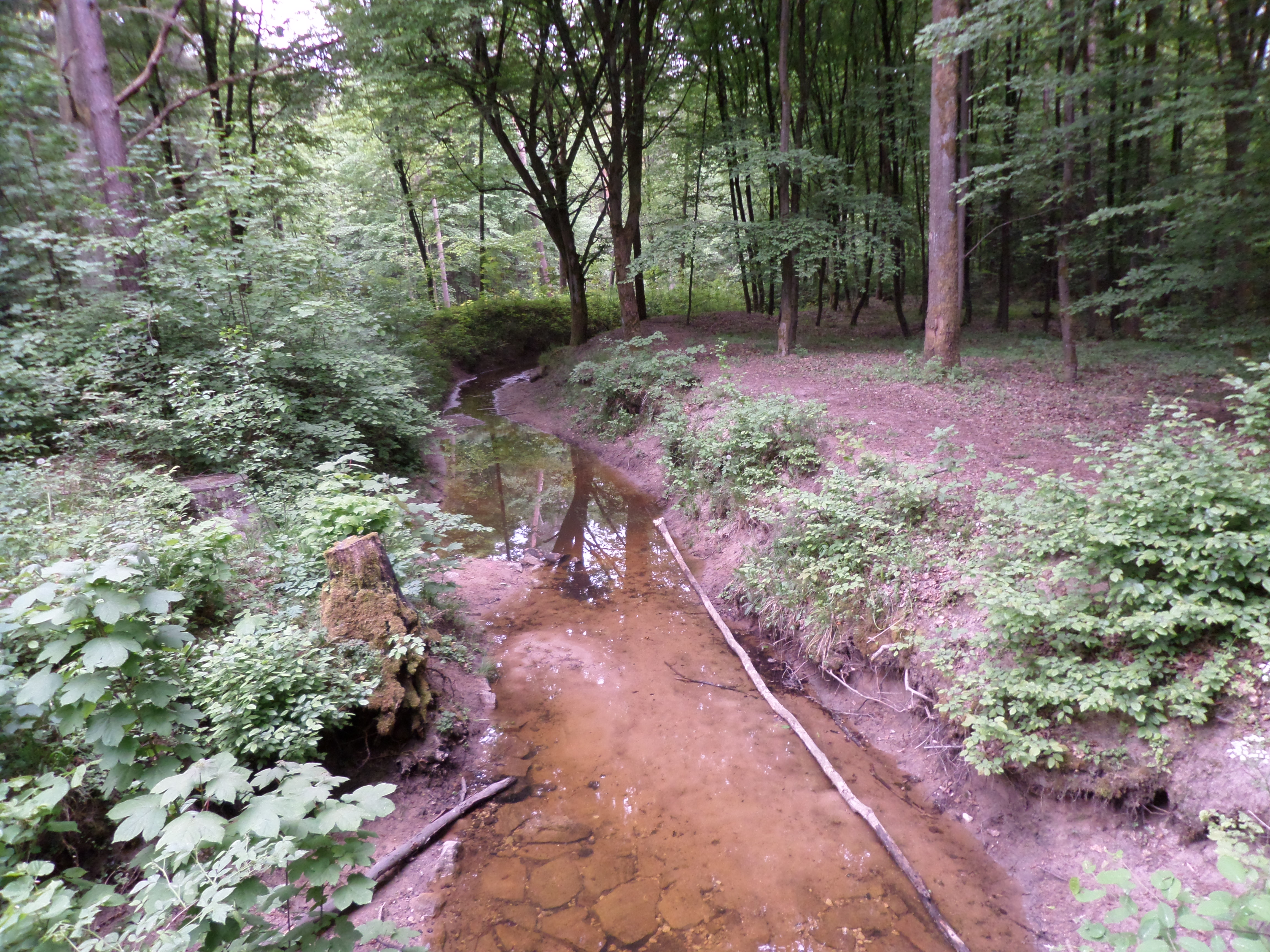
Langwassergraben Höhe Sackpfeife
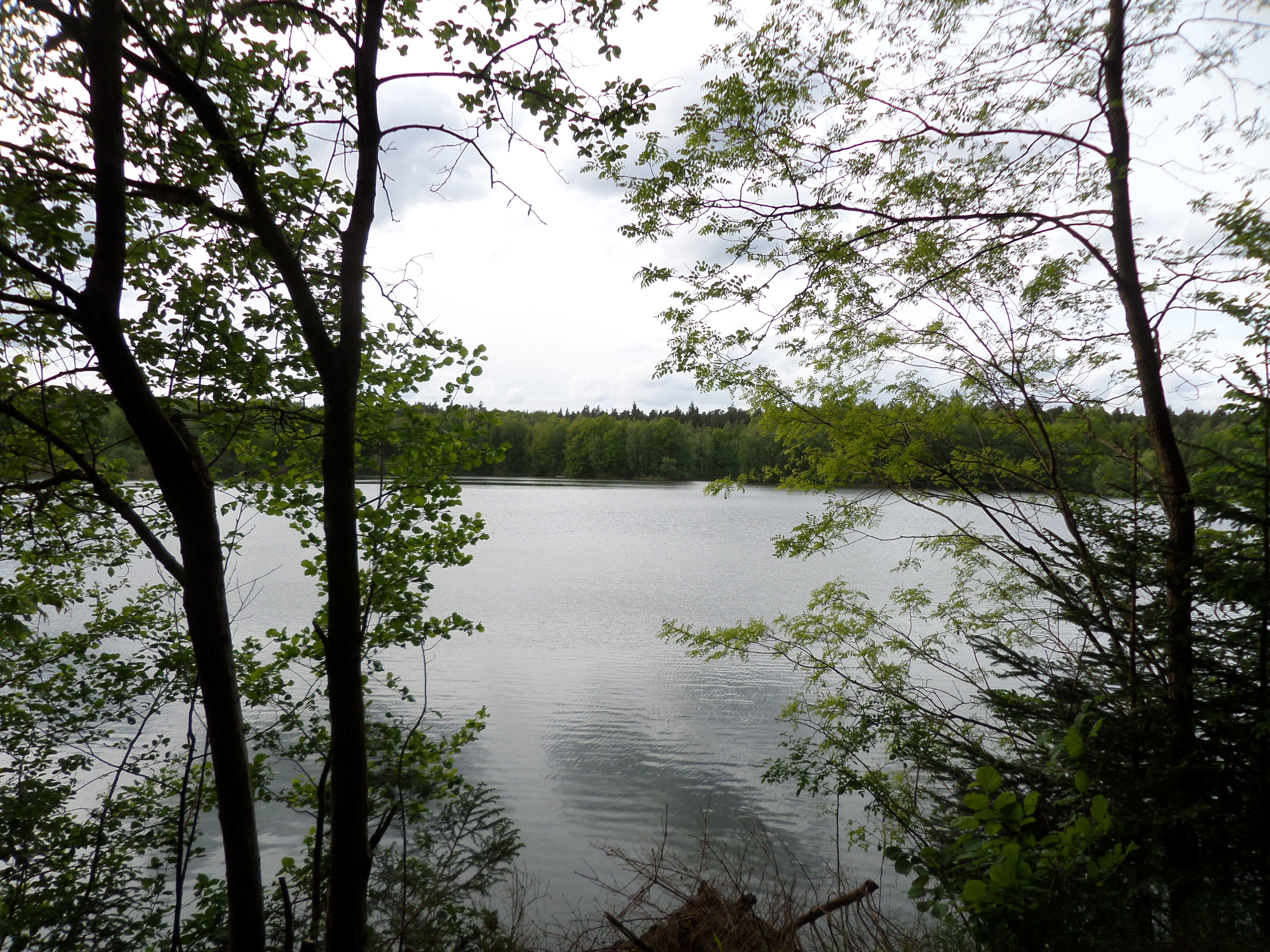
Zapfweiher (Behringersdorfer Forst)